# Dangerous Seed
Dangerous Seed (デンジャラスシード?) è un videogioco arcade del 1989 sviluppato da Namco per Namco System 1. Del gioco è stata realizzata una conversione per Sega Mega Drive. Nel febbraio 2022 Hamster Corporation ne ha distribuito una versione per PlayStation 4 e Nintendo Switch.

## Modalità di gioco
Dangerous Seed è uno sparatutto a scorrimento verticale simile a Terra Cresta. È composto da dodici livelli, in cui è possibile raccogliere diversi power-up e affrontare vari boss.